# カーリル
カーリル（英語：Calil）は、株式会社カーリルが運営する図書館の蔵書検索サービス。蔵書の貸し出し状況などを日本国内のいくつかの図書館を対象に横断検索できるのが特徴的である。2010年3月に公開された。日本国内6000以上の図書館をカバーしており、その中からユーザーが選択した最大10件の自治体・大学の図書館から、蔵書の状況を検索可能である。アプリ開発などの支援を目的とし、図書館検索用のAPIである図書館APIを公開しており、スマートフォンアプリやブラウザ拡張機能などが他の開発者によって公開されている。国立国会図書館をはじめ、公立図書館や大学図書館などと連携し各種サービスを提供している。

## 沿革
カーリルは元々、Nota Inc.と吉本龍司の個人オフィスである有限会社アール・ワイ・システムの共同開発であった。Nota Inc.代表の洛西一周によれば、既存の図書館システムが利用者視点で作られていないことを見て、Nota Inc.の開発合宿中に図書館サービスの作成が決まったという。構想期間も含めて2ヶ月という短期間で完成した。カーリルという名称は「借りる」からつくった造語である。開発チームのメンバーは6人と少人数で、それぞれ居住している地域は分散しており、コミュニケーションにはSkypeなどが使用された。短期間で開発に至った理由として、仕様を固めずプロトタイプを作成し、そのフィードバックを元に修正というサイクルを短期間で行う手法（ラピッドプロトタイピング）をとったこと、開発者のモチベーションが高かったことが挙げられている。検索エンジン開発者、吉本龍司は、カーリルを製作するまでは図書館の利用カードも持っていなかったという。しかし、サービスについて検討していくうちに図書館の使いにくさ、検索の不便さを実感するにいたり、カーリル製作への動機につながったと語る。2010年3月に公開され、2010年9月10日には｢カーリルアカデミア｣と命名された大学図書館対応プロジェクトを開始した。2012年6月4日に吉本龍司が代表取締役となり株式会社カーリルを設立、カーリルのサービスは株式会社カーリルに移管された。2014年現在では日本国内6000以上の図書館から蔵書の状況を検索可能であり、そのうち大学図書館は1000館以上、専門図書館は200館以上となっている。

## 特徴
カーリルは「本を発見し出会う楽しみ」を実現するためのサービスとして設計され、「楽しい蔵書検索」と「図書館利用のきっかけとなること」を目標としている。図書館の蔵書検索と違い、漠然と何か面白い本はないか調べるような人でも本と出合えることを目指している。

### デザイン
デザインは、敢えて本のイメージから離れ、雲や山、町の風景などを配置し地域感を出している。ポップな画面デザインが特徴であり、岐阜県図書館が開催した図書館活動研究大会では「画面が魅力的」「かわいさは大事だと思った」「デザインがかわいくてよい」などの声が聞かれた。カーリルは「楽しい図書館検索」をキーワードにしており、検索に時間がかかるときも退屈させないような工夫をしたと、洛西は語っている。

### システム
カーリルはPythonで構築され、クラウドサーバーであるGoogle App Engineと通常サーバーのハイブリッド方式で運用されている。クラウドサーバーは信頼性は高いが高コストであり、一部を通常サーバーで行うことにより、コストと信頼性を両立させている。蔵書情報の取得にはスクレイピングを使用し、検索用のAPIを持たない図書館であっても検索結果のHTMLを解析し、蔵書情報を取得している。このHTMLの解析がもっとも運営費がかかる部分であるという。図書館の新設・閉館などといったシステムの変更には、外部検索エンジンでの検出とtwitterによる監視で対応を行っている。カーリルは他サービスの機能を取り入れており、AmazonやGoogle マップ、Wikipediaといったサービスを利用し検索結果に表示させている（マッシュアップ）。サービスの開始当初は書誌情報を取得するデータベースとしてAmazonのみを使用しており、このためAmazonに存在しない書籍については図書館に蔵書が存在しても検索結果に表示されないという問題があった。これは後にCiNii Books、国立国会図書館サーチなども利用することでカバーしている。
カーリルの検索は図書館からの応答に依存するため決して早いわけではない。しかしアニメーション表示などで早く見える工夫をしており、さらに並列処理を行っているおかげで、逐次検索を行っていく都道府県の横断検索システムよりは、実際に早く表示できるという。
図書館へのアクセスは高頻度にならないようにしているが、2011年9月に吹田市立図書館のシステムがアクセス困難など不安定に陥った。大量アクセスのサイバー攻撃と誤解され、一時的に図書館へのアクセスを遮断された。後にこれは図書館システムに不具合があったことが判明しており、大量アクセスも誤認であった。同じくシステムの不具合で起こった2010年の岡崎市立中央図書館事件では、カーリルはシステムの問題を発端とした逮捕に遺憾を表明している。

### サービス
サービスは無料で利用でき、アマゾンなどのアフィリエイト広告と出版会社などへのデータ解析サービスの提供を収益源としている。都道府県の枠組みを超えて横断検索を行うのは、自治体の図書館では予算の関係で難しいとされるが、「カーリルローカル」では検索対象の図書館を、都道府県の枠組みを超えて自由に組み合わせ、カスタム検索として公開可能である。「本のレシピ」では紹介したい本のリストを公開することができ、図書館によるレシピも公開されている。ISBNを利用した蔵書情報の問い合わせや、位置情報を元に最寄の図書館を調べることが可能な専用のAPI、「図書館API」を公開しており、これを利用した他の開発者によるiPhoneアプリやAndroidアプリ、ブラウザ拡張機能などが公開されている。例を挙げるとAmazonのページから図書館の貸出予約が行えるLibronや、日本国内の書店・図書館の在庫、貸し出し状況を確認できるTakestockが図書館APIを使用している。ウィキペディア日本語版においても、図書館APIを利用して文献資料などを検索することができる。また、学校図書館などを対象に無償でウェブOPACを提供している。

#### 連携サービス
2012年1月6日に正式サービス化された国立国会図書館サーチにおいて、開発版の時点から連携を行っている。また、スマートフォンを書架にタッチすることで様々な情報が得られる「カーリルタッチ」を飯能市立図書館、池田市立図書館、和光市図書館、安城市図書情報館、岐阜市立中央図書館、鹿嶋市立中央図書館などで提供している。大学図書館向けの「カーリルタッチ（大学版）」も2015年1月に本格稼動の予定である。
2014年には名古屋大学附属図書館と連携し、スマートフォンアプリを用いて館内の書架ナビゲーションサービスの実証実験を開始した。このようなサービスは日本初で世界的にも新しいものである。公共図書館でも鯖江市図書館において「さばとマップ」として提供されている。
NTTドコモが提供するiコンシェルサービスにおいて、本の貸し出しが可能になると通知するサービスを2012年3月22日より開始している。
2016年には、横断検索向け高速連携プロトコル「Unitrad Fast-Link」を提唱し、公共図書館や専門図書館の横断検索サービスで採用されている。

## 評価・受賞

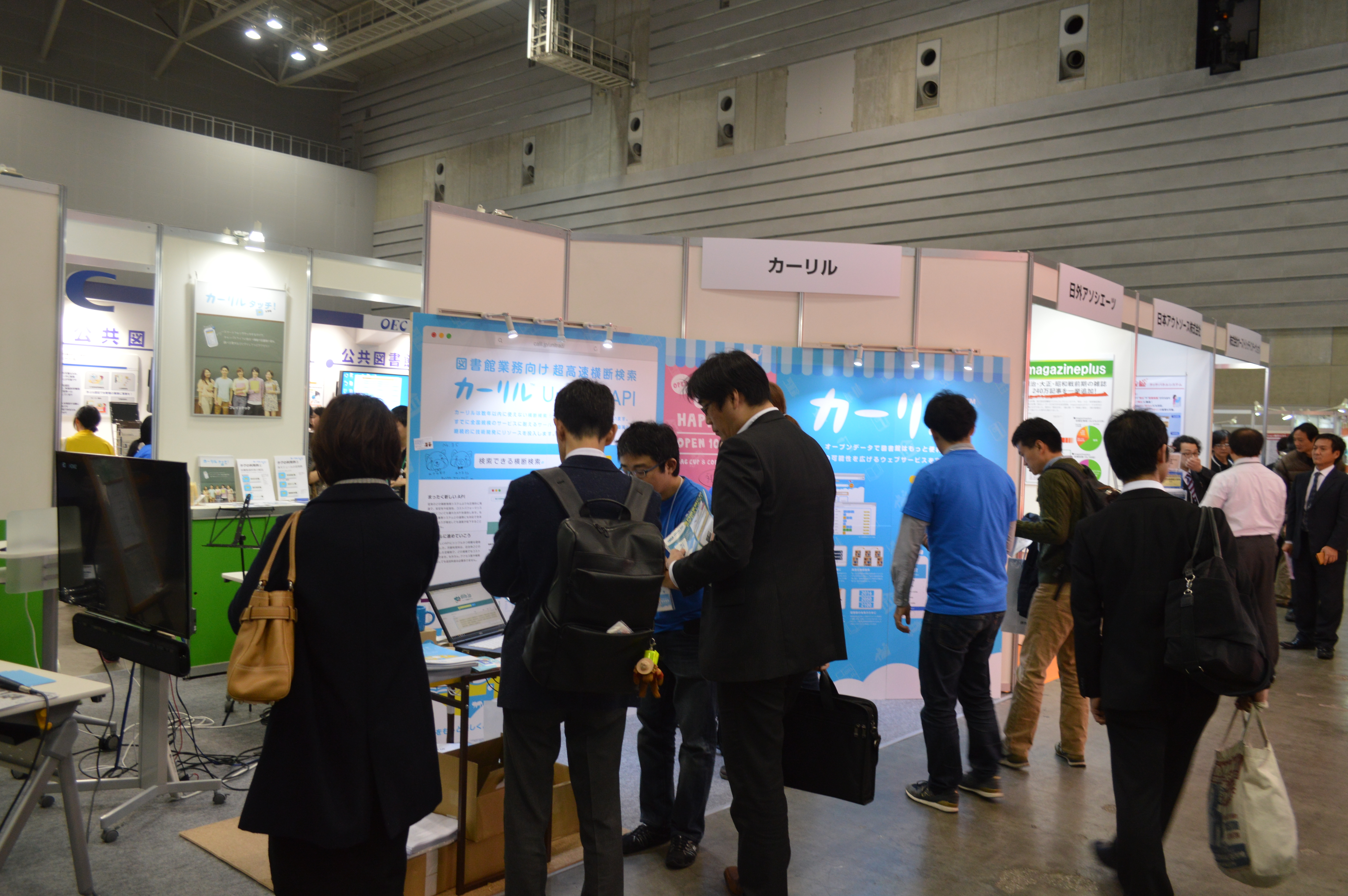
図書館総合展2016におけるカーリルのブース

カーリルは図書の横断検索サイトとして日本国内では最大であり、既存のものと比べて画面も見やすく使いやすいと、現代ビジネスでは評価されている。日本経済新聞の「図書館で目当ての本を探し出すコツ」と題した記事内では、主な検索サービスの例として挙げられている。また、カーリルを知ってから図書館利用が増えたという声がカーリルに多く寄せられているという。
カーリルでは検索結果にAmazonのWeb APIを利用して表紙画像を表示している。カーリルの登場当時、図書館のオンライン検索サービス（OPAC）での画像表示は技術的には難しくはなかったものの、公共図書館にとってはハードルが高いものと感じられており、実施している図書館は珍しかった。カーリルの登場後、AmazonやGoogleのWeb APIを使って画像を表示する図書館が増えており、カーリルがハードルを下げるきっかけになったという意見がある。
カーリルはオープンデータの活用事例としてたびたび取り上げられている。公共機関が保有するデータは「公開」はされてきたが、「開放」はされておらず、自由に取り扱うことは難しかった。これを、利用条件の緩和などによって公共財として開放していくオープンデータ政策が進められている。オープンデータの活用は、新規サービス、ビジネスの創出につながると見られており、もたらす経済効果は2012年の推定で、市場規模が約1.2兆円、経済波及効果が約5.5兆円とされている。カーリル代表の吉本は、地方自治体などが主催するオープンデータの活用をテーマとしたセミナーで複数回講演などを行っている。TRONプロジェクトのTRONSHOW2014でもオープンデータ活用の講演を行っている。
経済産業省が2014年3月6日に開催した第2回の「IT融合フォーラム 公共データワーキンググループ」では、オープンデータをビジネス化した成功事例としてカーリルを挙げている。

### 受賞歴
- WISH2010 - asahi.com賞[57]
- Library of the Year 2010 - 大賞[58]
- オープンデータに関する優れた取組み（オープンデータ流通推進コンソーシアム） - 優秀賞[59]